# Волгино (Вологодская область)
Волгино — деревня в Бабушкинском районе Вологодской области.
Входит в состав Березниковского сельского поселения, с точки зрения административно-территориального деления — в Березниковский сельсовет.
Расстояние до районного центра села имени Бабушкина по автодороге составляет 85 км, до центра муниципального образования Воскресенского по прямой — 5 км. Ближайшие населённые пункты — Борисово, Душнево, Минькино.
Население по данным переписи 2002 года — 2 человека.